# Christina Koch
Christina Hammock Koch, née le 29 janvier 1979 à Grand Rapids au Michigan, est une astronaute américaine. Après une formation en ingénierie électrique et en physique, elle travaille en tant qu'ingénieure électricienne au Centre Goddard de la NASA puis à l'université Johns-Hopkins. Elle devient également ingénieure de recherche pour l'United States Antarctic Program et la National Oceanic and Atmospheric Administration (NOAA), passant notamment un séjour d'un an à la base antarctique Amundsen-Scott.
En 2013, elle est sélectionnée par la NASA en tant que membre du groupe d'astronautes 21. Elle termine son entraînement de candidat‑astronaute en 2015, et s'envole le 14 mars 2019 à bord de Soyouz MS-12 depuis le cosmodrome de Baïkonour au Kazakhstan pour sa première mission à bord de la Station spatiale internationale. Durant son séjour elle réalise, avec Jessica Meir la première sortie spatiale exclusivement féminine. À son retour le 6 février 2020, elle détient avec 328 jours le record du plus long vol continu dans l'espace pour une femme.
En avril 2023, elle est assignée à l'équipage de la mission Artemis II alors prévue fin 2024 puis repoussée à février 2026, et devrait ainsi devenir la première femme à aller au delà de l'orbite terrestre basse et à survoler la Lune.

## Formation
Christina Koch est native de Grand Rapids dans le Michigan et elle grandit à Jacksonville en Caroline du Nord. Au cours de sa scolarité elle étudie au lycée White Oak (en) à Jacksonville ainsi qu'à l'École de science et de mathématiques de Caroline du Nord (en) à Durham. En 2001 elle obtient un baccalauréat universitaire en sciences en ingénierie électrique, puis un second en physique et une maîtrise universitaire ès sciences en ingénierie électrique en 2002, tous à l'université d'État de Caroline du Nord à Raleigh.

## Débuts professionnels
Elle commence sa carrière en 2002 en tant qu'ingénieure électricienne au centre spatial Goddard de la NASA, au laboratoire d'astrophysique des hautes énergies. Elle contribue alors aux instruments scientifiques de plusieurs missions de l'agence. Elle devient ensuite ingénieure de recherche pour l'United States Antarctic Program de 2004 à 2007, incluant un séjour d'un an à la base antarctique Amundsen-Scott ainsi qu'une saison à la base antarctique Palmer. À ce poste, elle fait également partie de l'équipe de pompiers, recherche et sauvetage. De 2007 à 2009, elle travaille à l'Université Johns-Hopkins au département spatial de physique appliqué de nouveau en tant qu'ingénieure électricienne. Elle contribue à des instruments étudiant les radiations pour des missions de la NASA, dont Juno et Van Allen Probes. En 2010, elle retourne au travail scientifique en milieu reculé, avec des visites à la base antarctique Palmer ainsi que plusieurs hivernages à la Station Summit au Groenland. En 2012, elle travaille pour l'Agence américaine d'observation océanique et atmosphérique (NOAA) à l'observatoire d'Utqiagvik (Global Monitoring Division Baseline Observatory) en Alaska en tant qu'ingénieure militaire (Field Engineer), puis en tant que chef de station à l'observatoire des Samoa américaines (American Samoa Observatory).

## Astronaute

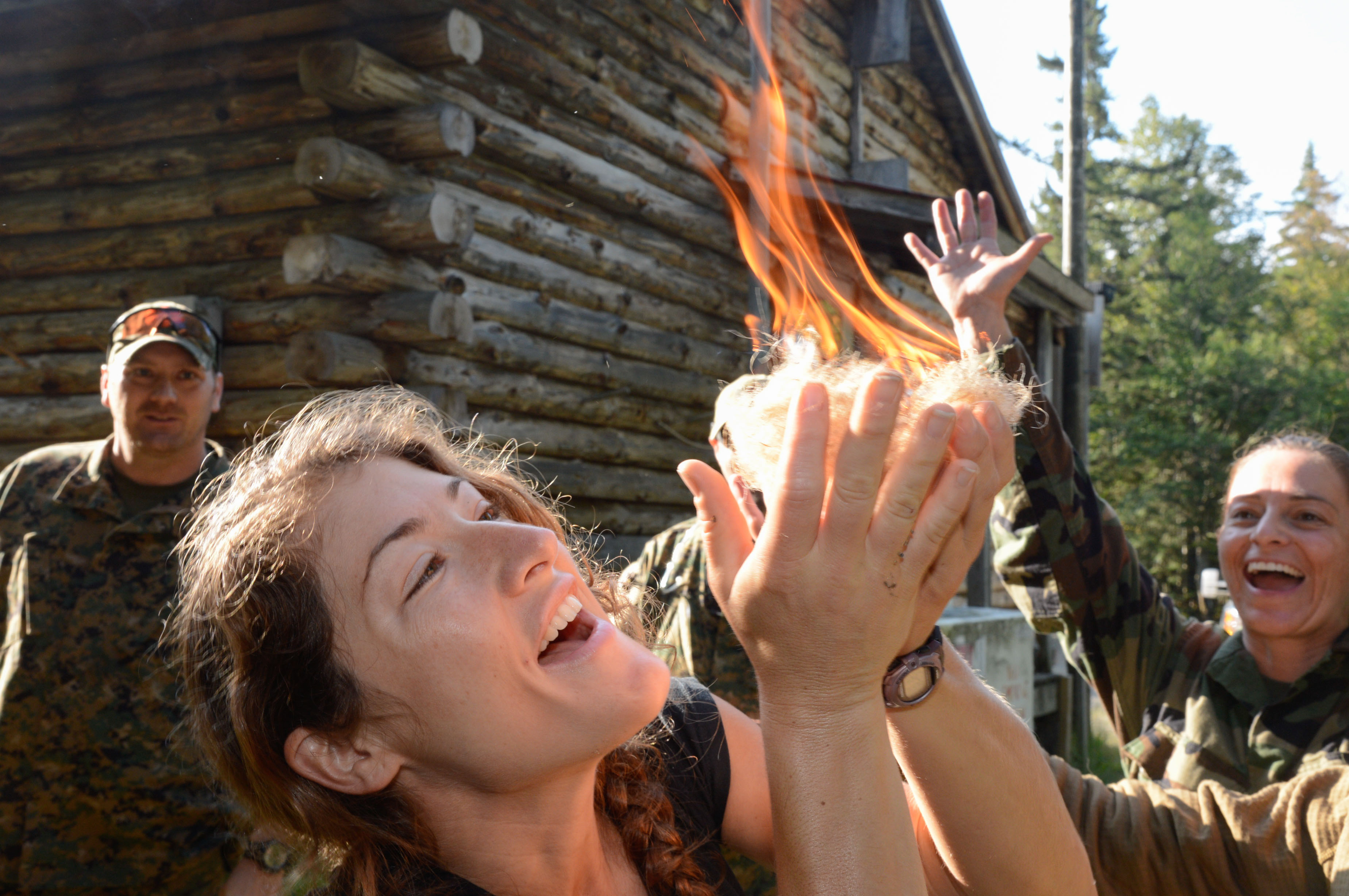
Christina Koch allumant un feu lors d'un entraînement de survie en 2013.

En juin 2013, elle est sélectionnée en tant qu'un des huit membres du groupe d'astronautes 21 de la NASA. Lors de sa formation, elle apprend le fonctionnement des systèmes de la station spatiale internationale, le pilotage d'avions T-38 Talon et T-6 Texan II et la manipulation du bras robotique Canadarm 2. Elle est également formée aux sorties extravéhiculaires (EVA) et apprend le russe. En 2018, elle est assignée à sa première mission, un vol de longue durée à bord de la station spatiale internationale. Le 9 décembre 2020 elle est nommée en tant qu'une des 18 membres de l'Artemis Team, la rendant éligible à une mission du programme Artemis à destination de la Lune.

### Expéditions 59/60/61

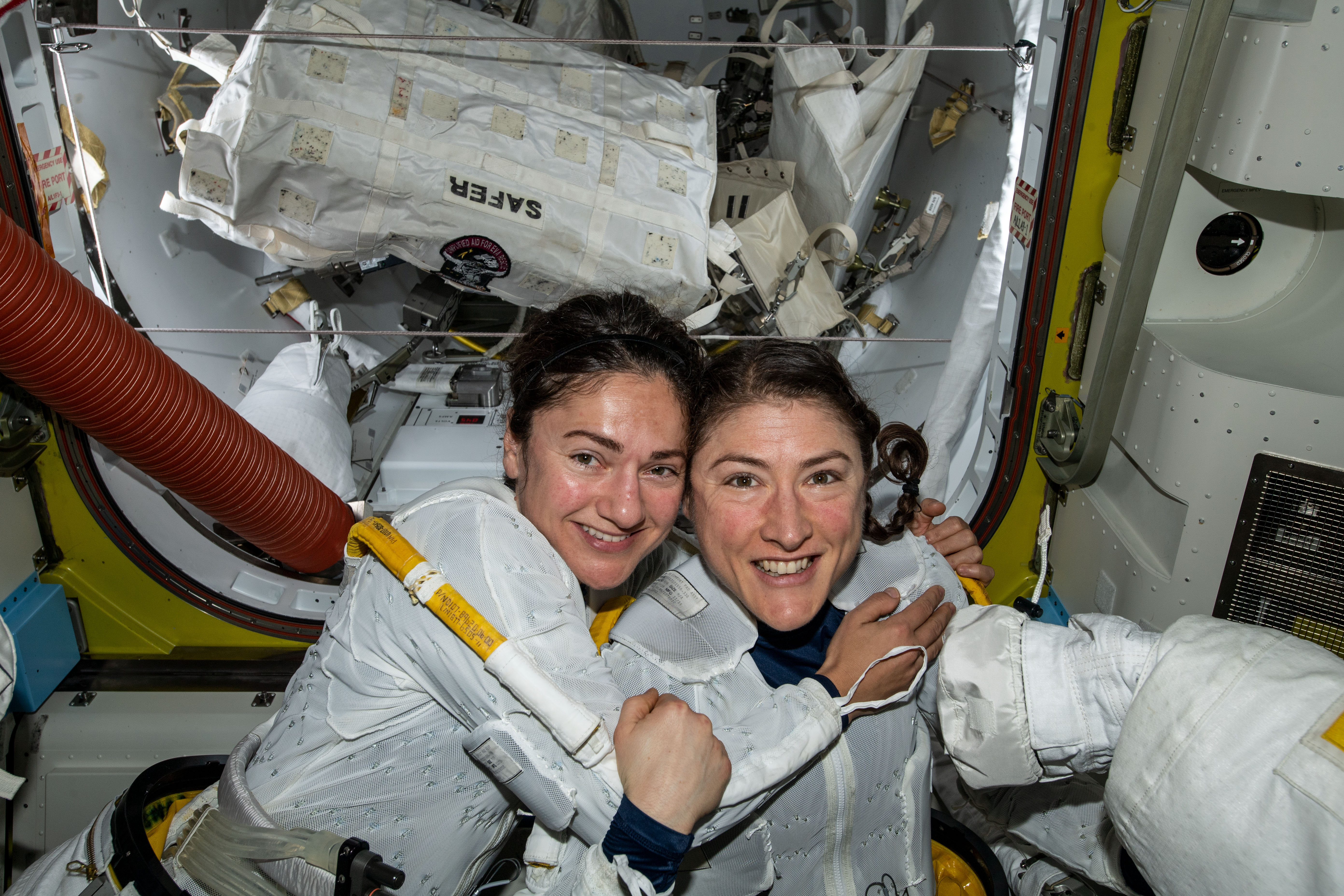
Jessica Meir et Christina Koch avant la première sortie spatiale entièrement féminine.

Elle s'envole à bord de Soyouz MS-12 le 14 mars 2019 avec l'astronaute Nick Hague et le cosmonaute russe Alexeï Ovtchinine depuis le cosmodrome de Baïkonour au Kazakhstan pour une mission de longue durée à bord de la station spatiale internationale. Durant son séjour, l'équipage réalise des centaines d'expériences portant sur la biologie, l'étude de la Terre, la médecine, les sciences physiques et le développement de nouvelles technologies. Sa mission connaît également des points forts scientifiques tel que l'amélioration du spectromètre magnétique Alpha étudiant la matière noire, la croissance de cristaux de protéines pour la recherche pharmaceutique, et le test de l'impression 3D de tissus biologiques en microgravité.

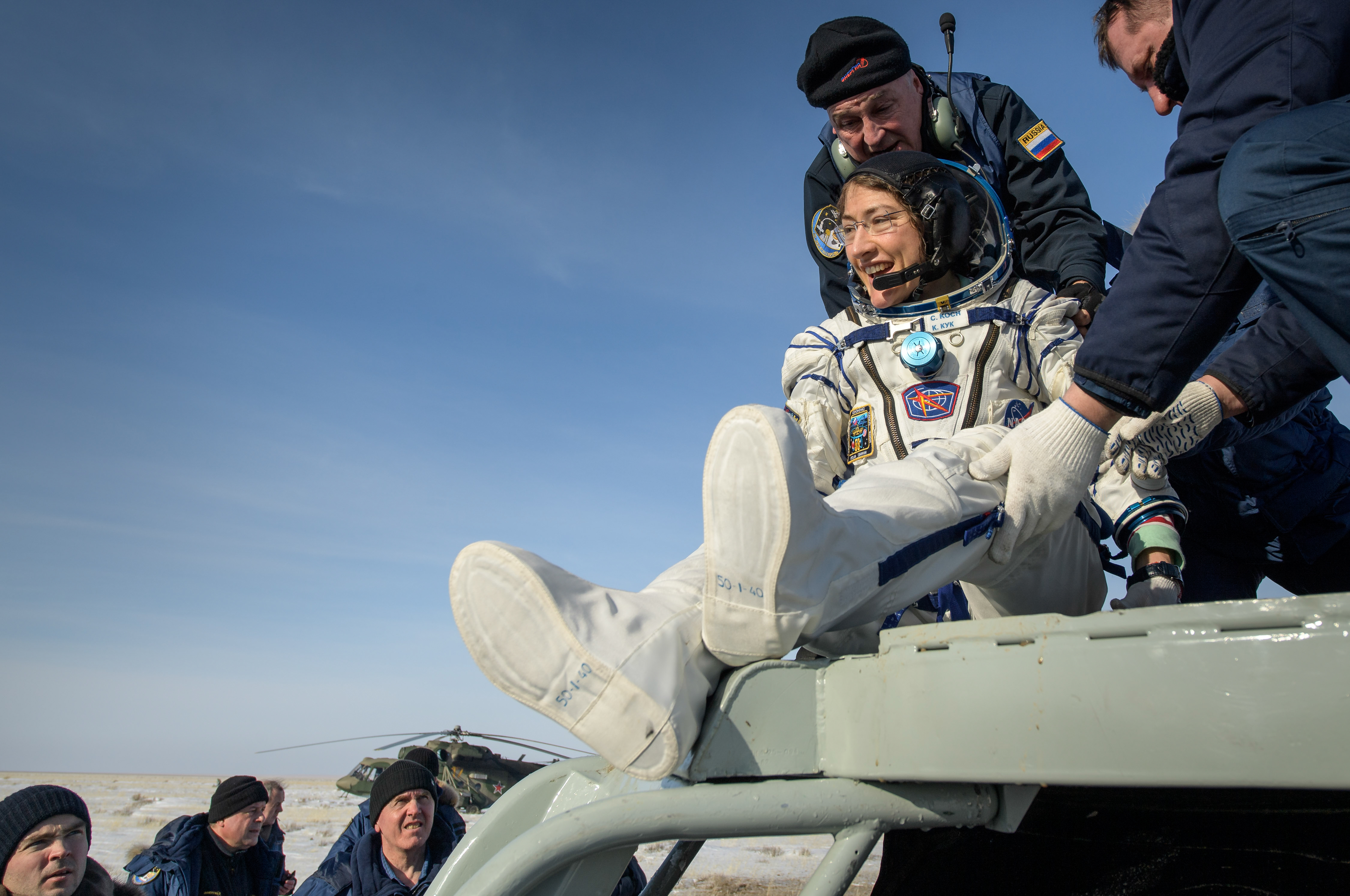
Christina Koch s'extrayant de la capsule Soyouz à son retour sur Terre.

Au cours de sa mission elle participe à six sorties extravéhiculaires (EVA) sur les flancs de la station. La première a lieu le 29 mars 2019 avec Nick Hague et dure 6 heures 45 minutes, les deux astronautes installant avec succès trois batteries lithium-ion en remplacement de six anciennes batteries nickel-hydrogène. Christina Koch participe ensuite à une série de deux EVA en compagnie de l'astronaute Andrew Morgan les 6 et 11 octobre 2019 d'une durée respective de 7 heures 01 minutes et 6 heures 45 minutes afin de continuer le remplacement des batteries, cette fois-ci sur le segment P6, tout à l'extrémité de la poutre de la station spatiale internationale. Le 18 octobre 2019, elle participe avec Jessica Meir à la première sortie dans l'espace entièrement féminine d'une durée de 7 heures et 17 minutes afin de remplacer un contrôleur de batterie installé lors de la précédente EVA ayant échoué à s'activer. Pendant l'EVA elle reçoivent par ailleurs un appel du président Donald Trump depuis la Maison-Blanche pour les féliciter de cette première. Elles effectuent ensemble deux EVA supplémentaires les 15 et 20 janvier 2020 d'une durée respectives de 7 heures 29 minutes et 6 heures 58 minutes pour compléter le remplacement des batteries.
Après avoir participé aux expéditions 59, 60 et 61, elle rentre sur Terre le 6 février 2020 à bord de Soyouz MS-13 avec l'astronaute de l'ESA Luca Parmitano et le cosmonaute russe Alexandre Skvortsov. Avec 328 jours 13 heures et 58 minutes, il s'agit du plus long vol spatial jamais réalisé par une femme,.

### Artemis
Le 3 avril 2023, elle est sélectionnée par la NASA pour participer à Artemis II, la première mission habitée du programme Artemis. Elle deviendra ainsi la première femme à voyager au-delà de l’orbite terrestre basse.

## Vie privée
Elle apprécie l'escalade, le surf, le yoga, la course, la photographie et la randonnée. Elle est mariée à Robert Koch.

## Distinctions
Elle reçoit plusieurs prix au cours de sa carrière dont :
- United States Congress Antarctic Service Medal with Winter-Over distinction (2005) ;
- NASA Group Achievement Award pour son travail sur le spectromètre à rayon X du télescope de la JAXA Suzaku (2005) ;
- Invention of the Year nominee de l'Université Johns-Hopkins (2009) ;
- NASA Group Achievement Award pour son travail sur les détecteur de particules énergétiques de la sonde spatiale Juno de la NASA (2012}.